# Balsamaire

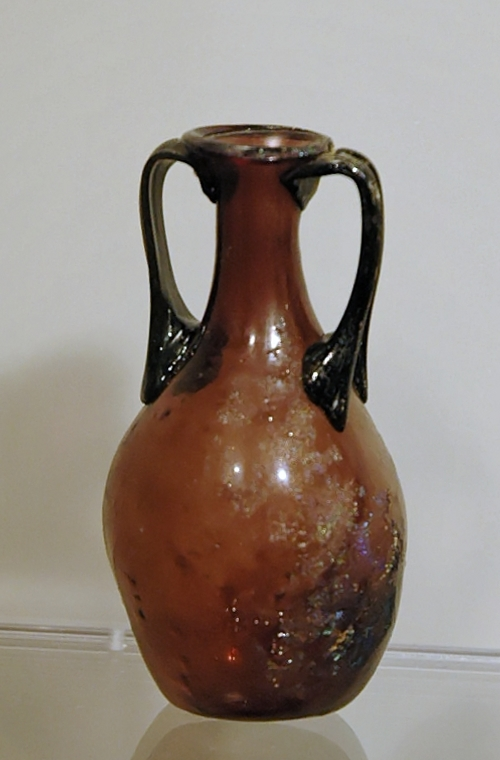
Balsamaire (flacon à parfum) à deux anses en forme d'amphore ; verre pourpre, s apr. J.-C.

Le balsamaire est un petit récipient permettant de contenir une essence.

## Origine

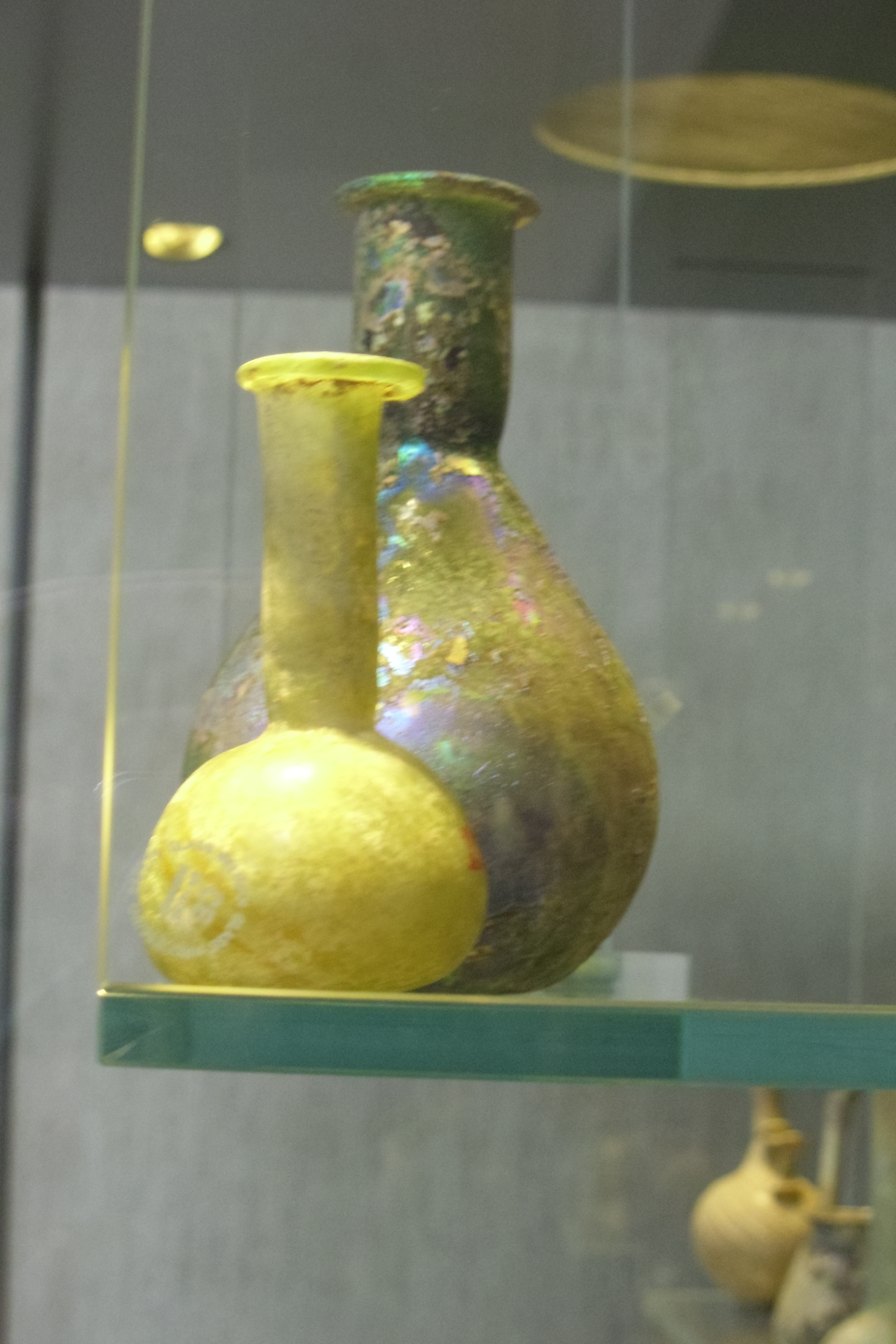
Balsamaires conservés au musée royal de Mariemont.

Le nom de balsamaire vient du mot latin balsanum qui a donné en français « baume », « balsamique » et « baumier », qui désignent des résines odoriférantes.
Ce récipient trouve son origine dans l'Antiquité romaine. Il était en particulier utilisé dans les rites funéraires romains.

## Matériaux
En argile :
En verre, de 5 à 15 centimètres de haut de différentes formes :
- Les balsamaires du type Isings 68 à panse ovoïde dotée d’une large embouchure dont on a trouvé des exemplaires Ier et IIe siècles. Celui d'une des maisons de Pompéi est en verre jaune sombre haut de 7 cm avec un diamètre d'embouchure de 6 cm[1] ;
- Balsamaire à panse campaniforme, fond convexe et goulot vertical détaché par une constriction nette comme celui trouvé à l'auberge Gaviani de Pompéi ;
- D'autres sont hauts de plus de 10 cm, étroits et presque tubulaires avec ou sans fond plat formant pied et alors nommés balsamaires de forme chandelier.

En bronze :
- Balsamaire en forme de buste d’Antinoüs, grec datant du IIe siècle, haut de 19,7 cm[2] ;
- Balsamaires anthropomorphes ;
- Balsamaire en bronze datant du IVe siècle découvert à Malaga ; ce petit vase haut de 7,5 cm, de forme globulaire avec 8,1 cm de diamètre est décoré de scènes de chasse[3].